# Prisión de Paşakapısı
La Prisión de Paşakapısı es una pequeña cárcel situada en el distrito de Üsküdar en la ciudad de Estambul, Turquía. Fue construido inicialmente en 1799 por orden del sultán otomano Selim III como un palacio de caza. La instalación se utilizó como escuela de monjas entre 1918 y 1923. En 1928, se convierte en una prisión, que se encuentra todavía en uso en nuestros días. Entre 2003 y 2008, fue utilizada exclusivamente para alojar las reclusas. Hoy en día, después de que las reclusas se trasladan a otro centro en 2008, el edificio aún funciona como una prisión, asignado, esta vez, para los empleados estatales condenados. 